# Giancarlo Cappelli
Giancarlo Cappelli (* 29. April 1912 in Lausanne; † 22. Dezember 1982) war ein italienischer Filmeditor und Filmproduzent.

## Leben
Cappellis Karriere begann 1933 als Regieassistent; manchmal trat er auch in kleinen Rollen vor der Kamera auf. Ab 1938 widmete er sich hauptsächlich dem Filmschnitt und wirkte als Editor an mehr als 40 Produktionen mit.
In den 1950er Jahren arbeitete Cappelli bei drei Filmen auch als Filmproduzent. Eine Regie-Arbeit gibt es ebenfalls von ihm: 1943 inszenierte er die italienische Version des mit Spanien koproduzierten musikalischen Dramas Romanzo a passa di danza und war Ko-Autor des Drehbuchs.

## Filmografie (Auswahl)
Schnitt
- 1950: Ich war eine Sünderin (Ho sognato il paradiso) – Regie: Giorgio Pàstina
- 1950: Vulcano
- 1950: Zwischen Liebe und Laster (Alina) – Regie: Giorgio Pastina
- 1951: Der verbotene Christus (Il Cristus proibito)
- 1952: Hemmungslos – Drei verbotene Geschichten (Tre storie proibite) – Regie: Augusto Genina
- 1953: Nero – Der Untergang Roms (Nerone e Messalina) – Regie: Primo Zeglio
- 1953: Die Tochter der Kompanie
- 1954: Magdalena – Tagebuch einer Verlorenen (Magdalena) – Regie: Augusto Genina
- 1954: Angela, die Teufelin (Angela) – Regie: Edoardo Anton & Dennis O’Keefe
- 1954: Abenteuer der vier Musketiere (I cavalieri della regina) – Regie: Mauro Bolognini & Joseph Lerner
- 1963: Treffpunkt Tanger (Beta Som) – Regie: Charles Frend & Bruno Vailati
- 1964: Der Teufelskreis (L'intrigo) – Regie: George Marshall & Vittorio Sala
- 1967: Ich komme vom Ende der Welt (L'avventuriero)
- 1968: Bora Bora
- 1968: Candy
- 1969: Die Degenerierten (Satyricon)
- 1969: Zwölf plus eins (Una su 13)
- 1973: La ragazza di Via Condotti

Produktion
- 1957: La puerta abierta – Regie: César Fernández Ardavín
- 1958: Der Mann mit den kurzen Hosen (L'uomo dai calzoni corti) – Regie: Glauco Pellegrini
- 1960: Ein Degen und drei Spitzenhöschen (Le tre eccetera del colonnello) – Regie: Claude Boissol

Regie
- 1943: Romanzo a passa di danza (italienische Version)